# Aeroportul Windarling
Aeroportul Windarling (IATA: WRN, ICAO: YWDG) este un aeroport din Australia de Vest, Australia.
Situat la o altitudine de 454 m, aeroportul dispune de o singură pistă. Este operat de Cleveland-Cliffs⁠(d).